# Черниговска губерния
Черниговска губерния (на руски: Черниговская губерния) е губерния на Руската империя, разположена на левия бряг на река Днепър. Образувана е през 1802 г. в резултат на разделянето на Малоруската губерния на Черниговска и Полтавска губернии. Намирала се е между 50°15' и 53°19' с. ш. и 30°24' и 34°26' и. д.
Площта на Черниговска губерния е била 53 918,2 km², населението – 2 297 854 души (според преброяването от 1897 г.).
През 1919 г., в резултат на настъплението на болшевиките на запад, четири северни уезда (окръга) са прехвърлени към Гомелска губерния на Руската съветска федеративна социалистическа република, а през 1926 г. те са прехвърлени към Брянска губерния, днес част от Брянска област на Русия.
През 1925 г. Черниговска губерния е ликвидирана и нейната територия е разделена между Глуховски, Конотопски, Нежински и Черниговски окръзи на Украинската съветска социалистическа република. През 1932 г. върху основната част от територията на бившата Черниговска губерния е образувана Черниговска област (днешна Украйна), от 1939 г. някои райони са включени в Сумска област (днешна Украйна). Предшественик на Чениговкска губерния са Черниговското княжество (1024 – 1401 г.), което след това става част от Великото литовско княжество, после от Полско-литовската държава, а накрая от Московското царство и впоследствие от Руската империя. Наследник на Черниговска губерния е Черниговската област (съществувала по времето на СССР и днешна Украйна).

## Административно деление
| №  | Уезд              | Уезднен град                   | Герб на уездния град | Площ, km² | Население (1897 г.), хил. души |
| -- | ----------------- | ------------------------------ | -------------------- | --------- | ------------------------------ |
| 1  | Борзнянски        | Борзна (12 526 души)           |                      | 2732,1    | 146 777                        |
| 2  | Глуховски         | Глухов (14 828 души)           |                      | 3090,8    | 142 366                        |
| 3  | Городнянски       | Городня (4 310 души)           |                      | 4061,9    | 154 819                        |
| 4  | Козелецки         | Козелец (5 141 души)           |                      | 4952,8    | 137 334                        |
| 5  | Конотопски        | Конотоп (18 770 души)          |                      | 2539,8    | 157 259                        |
| 6  | Кролевецки        | Кролевец (10 384 души)         |                      | 2702,9    | 132 172                        |
| 7  | Мглински          | Мглин (7 640 души)             |                      | 3694,4    | 140 820                        |
| 8  | Нежински          | Нежин (32 113 души)            |                      | 2891,8    | 168 984                        |
| 9  | Новгород-Северски | Новгород-Северски (9 182 души) |                      | 3790,5    | 151 180                        |
| 10 | Новозибковски     | Новозибков (15 362 души)       |                      | 3857,3    | 193 357                        |
| 11 | Остерски          | Остер (5 370 души)             |                      | 4385,7    | 153 179                        |
| 12 | Сосницки          | Сосница (7 087 души)           |                      | 4079,7    | 171 106                        |
| 13 | Стародубски       | Стародуб (12 381 души)         |                      | 3420,8    | 147 668                        |
| 14 | Суражски          | Сураж (4 006 души)             |                      | 4050,5    | 188 596                        |
| 15 | Черниговски       | Чернигов (27 716 души)         |                      | 3667,2    | 161 695                        |

### Независими градове
| № | Град       | Население (1897 г.) | Част от            | ГЕРБ |
| - | ---------- | ------------------- | ------------------ | ---- |
| 1 | Березна    | 9 922 души          | Черниговски уезд   |      |
| 2 | Короп      | 6 262 души          | Кролевецки уезд    |      |
| 3 | Ново место | 4 652 души          | Новозибковски уезд |      |
| 4 | Погар      | 4 361 души          | Стародубски уезд   |      |

## Население
Национален състав през 1897 г.:
| Уезд                   | украинци | руснаци | беларуси | евреи | германци |
| ---------------------- | -------- | ------- | -------- | ----- | -------- |
| Борзнянски             | 93,8 %   | …       | …        | 2,5 % | 3,0 %    |
| Глуховски              | 91,6 %   | 4,2 %   | …        | 3,9 % | …        |
| Городнянски            | 86,8 %   | 7,8 %   | …        | 4,6 % | …        |
| Козелецки              | 95,2 %   | …       | …        | 3,5 % | …        |
| Конотопски             | 90,9 %   | 3,4 %   | …        | 4,9 % | …        |
| Кролевецки             | 96,3 %   | …       | …        | 3,0 % | …        |
| Мглински               | …        | 78,2 %  | 14,2 %   | 7,3 % | …        |
| Нежински               | 91,8 %   | 1,9 %   | …        | 5,9 % | …        |
| Новгород-Северски      | 91,1 %   | 4,3 %   | …        | 4,4 % | …        |
| Новозыбковски          | …        | 94,2 %  | …        | 5,4 % | …        |
| Остерски               | 92,5 %   | 2,8 %   | …        | 4,2 % | …        |
| Сосницки               | 94,2 %   | 1,0 %   | …        | 4,5 % | …        |
| Стародубски            | …        | 92,9 %  | …        | 6,8 % | …        |
| Суражски               | …        | 24,9 %  | 69,4 %   | 5,3 % | …        |
| Черниговски            | 86,1 %   | 5,6 %   | …        | 7,6 % | …        |
| В губернията като цяло | 66,4 %   | 21,6 %  | 6,6 %    | 5,0 % | …        |

### Благороднически родове
Иваненко, Вишневски, Карабчевски, Кандиба, Керн, Козакевич, Коробко, Лагода, Марченко, Миклашевски, Немирович-Данченко, Рашевски, Снежков, Травин, Хоменко, Яжборовски-Юриев, Янжули, Янковски.

## Ръководството на губернията

### Губернатори
| Ф. И. О.                             | Титул, чин, звание | Время замещения должности  |
| ------------------------------------ | --- | -------------------------- |
| Иван Василиевич Френсдорф            | барон, действителен държавен съветник | 27.02.1802 – 13.07.1813 г. |
| Алексей Петрович Бутович             | държавен съветник (действителен държавен съветник) | 13.07.1813 – 24.05.1818 г. |
| Александър Алексеевич Фролов-Багреев | действителен държавен съветник | 24.05.1818 – 1824 г.       |
| Павел Иванович Могилевски            | действителен държавен съветник | 27.06.1824 – 05.06.1828 г. |
| Николай Иванович Жуков               | действителен държавен съветник | 01.09.1828 – 29.01.1839 г. |
| Василий Александрович Шереметев      | камерхер, държавен съветник, изпълняващ длъжността (утвърден на длъжността на 05.12.1839 г. с производството му в действителен държавен съветник)                                                                                   | 29.01.1839 – 06.01.1841 г. |
| Павел Иванович Гесе                  | държавен съветник (генерал-майор) | 11.01.1841 – 11.03.1855 г. |
| Фьодор Николаевич Анненски           | действителен държавен съветник, изпълняващ длъжността | 19.03.1855 – 25.01.1857 г. |
| Катон Павлович Шабелски              | в звание на камерхер, действителен държавен съветник | 25.01.1857 – 17.02.1861 г. |
| Сергей Павлович Голицин              | княз, в звание камер-юнкер, държавен съветник, изпълняващ длъжността (утвърден с производството му в действителен държавен съветник на 17.04.1863 г., преименуван в генерал-майор на Свитата на Негово Величество на 30.08.1868 г.) | 17.02.1861 – 18.01.1870 г. |
| Алексей Александрович Панчулидзев    | действителен държавен съветник | 30.01.1870 – 19.12.1875 г. |
| Михаил Петрович Дараган              | действителен държавен съветник | 02.01.1876 – 30.07.1878 г. |
| Анатоли Лвович Шостак                | камерхер, държавен съветник, изпълняващ длъжността (утвърден за действителен държавен съветник на 01.04.1879 г.) | 31.08.1878 – 28.07.1881 г. |
| Сергей Владимирович Шаховски         | княз, държавен съветник, изпълняващ длъжността (утвърден на 15.05.1883 г.) | 16.08.1881 – 04.04.1885 г. |
| Александър Константинович Анастасев  | действителен държавен съветник (таен съветник) | 11.04.1885– 22.06.1892 г.  |
| Михаил Михайлович Весьолкин          | действителен държавен съветник | 30.06.1892 – 02.12.1893 г. |
| Евгений Константинович Андреевски    | действителен държавен съветник (таен съветник) | 04.12.1893 – 25.01.1903 г. |
| Алексей Алексеевич Хвостов           | държавен съветник | 25.01.1903 – 03.02.1906 г. |
| Николай Матвеевич Родионов           | действителен държавен съветник | 03.02.1906 – 07.06.1909 г. |
| Николай Алексеевич Маклаков          | държавен съветник | 07.06.1909 – 11.01.1913 г. |
| Иля Иванович Стерлигов               | колежки съветник | 11.01.1913 – 1915 г.       |
| Николай Николаевич Лавриновски       | държавен съветник | 1915 – 1916 г.             |
| Николай Александрович Гревениц       | барон, действителен държавен съветник | 1916 – 1917 г.             |
| Дмитри Иванович Дорошенко            | комисар | 1917 – 1918 г.             |

### Губернскипредводители на дворянството
| Ф. И. О.                           | Титул, чин, звание                                                                                     | Время замещения должности  |
| ---------------------------------- | --- | -------------------------- |
| Николай Михайлович Стороженко      | действителен държавен съветник                                                                         | 1802 – 1815 г.             |
| Иван Яковлевич Лизогуб             | колежки асесор                                                                                         | 1816 – 1818 г.             |
| Степан Михайлович Ширай            | генерал-майор                                                                                          | 27.01.1818 – 01.07.1820 г. |
| Иван Иванович Посудевски           | полковник                                                                                              | 19.10.1829 – 20.05.1831 г. |
| Яков Иванович Лунин-Барковски      | штаб-капитан                                                                                           | 20.05.1831 – 24.10.1832 г. |
| Александър Михайлович Моркович     | колежки асесор                                                                                         | 14.11.1832 – 20.09.1838 г. |
| Василий Николаевич Ладомирски      | полковник                                                                                              | 22.11.1838 – 01.11.1847 г. |
| Николай Петрович Бороздна          | действителен държавен съветник                                                                         | 11.07.1848 – 24.09.1862 г. |
| Иван Николаевич Дурново            | в звание камер-юнкер, държавен съветник (действителен държавен съветник)                               | 24.09.1862 – 16.10.1870 г. |
| Николай Иванович Неплюев           | штаб-капитан от гвардията в запаса, изпълняващ длъжността (утвърден на 12.06.1881 г.), (таен съветник) | 16.07.1872 – 21.06.1890 г. |
| Григорий Александрович Милорадович | граф, генерал-лейтенант                                                                                | 21.06.1890 – 02.10.1896 г. |
| Николай Дмитриевич Долгоруков      | княз, държавен съветник                                                                                | 24.10.1896 – 08.05.1899 г. |
| Алексей Алексеевич Муханов         | в звание камер-юнкер, надворен съветник                                                                | 11.11.1899 – 1905 г.       |
| Василий Дмитриевич Голицин         | подполковник                                                                                           | 1905 – 1908 г.             |
| Хрисанфий Николаевич Комаровски    | действителен държавен съветник                                                                         | 12.06.1908 – 1909 г.       |
| Александър Константинович Рачински | колежки съветник                                                                                       | 12.08.1909 – 1915 г.       |
| Владимир Алексеевич Мусин-Пушкин   | граф, действителен държавен съветник                                                                   | 1915 – 1917 г.             |

## Символика
Гербът на губернията: в сребърно поле коронован орел (черен, намекващ за името на град Чернигов), държащ зад себе си, в ноктите на левия си крак, дълъг златен кръст, наклонен към десния ъгъл на щита; ноктите на орела са златни, езикът е червен. Щитът е увенчан с императорска корона и заобиколен от златни дъбови листа, съединени със светлосиня лента (използвана за ордена „Свети Андрей“, подари което е известна под името „Андреевска лента).
- Гербът на губернията с официален блазон, одобрен от император Александър II (1856 г.)
- Официален герб на губернията (публикуван от Министерството на вътрешните работи, 1880 г.)
- Съвременна рисунка на герба на губернията
- Герб на съвременната Черниговска област на Украйна